# Jerusalem Challenger 1991
Il Jerusalem Challenger 1991 è stato un torneo di tennis facente parte della categoria ATP Challenger Series nell'ambito dell'ATP Challenger Series 1991. Il torneo si è giocato a Gerusalemme in Israele dal 30 settembre al 6 ottobre 1991 su campi in cemento.

## Vincitori

### Singolare
Christo van Rensburg ha battuto in finale  Clinton Marsh con il punteggio di 2–6, 6–2, 6–3

### Doppio
John-Laffnie de Jager /  Christo van Rensburg hanno battuto in finale  Nduka Odizor /  Bryan Shelton con il punteggio di 6–2, 6–4